# Mouilly
Mouilly és un municipi francès situat al departament del Mosa i a la regió del Gran Est. L'any 2007 tenia 110 habitants.

## Demografia

### Població
El 2007 la població de fet de Mouilly era de 110 persones. Hi havia 52 famílies, de les quals 24 eren unipersonals (12 homes vivint sols i 12 dones vivint soles), 8 parelles sense fills, 12 parelles amb fills i 8 famílies monoparentals amb fills.
La població ha evolucionat segons el següent gràfic:
Habitants censats

### Habitatges
El 2007 hi havia 79 habitatges, 54 eren l'habitatge principal de la família, 22 eren segones residències i 3 estaven desocupats. 78 eren cases i 1 era un apartament. Dels 54 habitatges principals, 43 estaven ocupats pels seus propietaris, 9 estaven llogats i ocupats pels llogaters i 2 estaven cedits a títol gratuït; 2 tenien dues cambres, 8 en tenien tres, 19 en tenien quatre i 25 en tenien cinc o més. 45 habitatges disposaven pel capbaix d'una plaça de pàrquing. A 32 habitatges hi havia un automòbil i a 15 n'hi havia dos o més.

### Piràmide de població
La piràmide de població per edats i sexe el 2009 era:
| Homes | Edats   | Dones |
| ----- | ------- | ----- |
| 0     | 95 o +  | 0     |
| 0     | 90 a 94 | 0     |
| 0     | 85 a 89 | 0     |
| 0     | 80 a 84 | 4     |
| 4     | 75 a 79 | 0     |
| 0     | 70 a 74 | 8     |
| 0     | 65 a 69 | 0     |
| 0     | 60 a 64 | 4     |
| 8     | 55 a 59 | 0     |
| 4     | 50 a 54 | 8     |
| 12    | 45 a 49 | 4     |
| 4     | 40 a 44 | 4     |
| 4     | 35 a 39 | 0     |
| 0     | 30 a 34 | 0     |
| 0     | 25 a 29 | 0     |
| 0     | 20 a 24 | 0     |
| 12    | 15 a 19 | 12    |
| 4     | 10 a 14 | 4     |
| 0     | 5 a 9   | 0     |
| 0     | 0 a 4   | 0     |

## Economia
El 2007 la població en edat de treballar era de 69 persones, 51 eren actives i 18 eren inactives. De les 51 persones actives 48 estaven ocupades (32 homes i 16 dones) i 3 estaven aturades (1 home i 2 dones). De les 18 persones inactives 9 estaven jubilades, 3 estaven estudiant i 6 estaven classificades com a «altres inactius».

### Ingressos
El 2009 a Mouilly hi havia 53 unitats fiscals que integraven 108 persones, la mediana anual d'ingressos fiscals per persona era de 13.886 €.

### Activitats econòmiques
Els 2 establiments que hi havia el 2007 eren d'empreses classificades com a «altres activitats de serveis».
L'any 2000 a Mouilly hi havia 4 explotacions agrícoles.

## Poblacions més properes
El següent diagrama mostra les poblacions més properes.